# Віковий дуб «Бай-Бай»
Віковий дуб «Бай-Бай» — ботанічна пам'ятка природи місцевого значення в Україні, розташована в Києві, на території Оболонського району.

## Опис
Об'єкт розташований у Пуща-Водицькому лісництві Святошинського лісопаркового господарства, у кварталі 112, виділі 16.
Вік дерева становить близько 350 років. Висота дуба сягає 25 метрів, а окружність стовбура на висоті 1,3 метра від землі — 475 см. Завдяки віку та красі дуб має значну наукову та естетичну цінність.

## Історія створення
Дерево отримало статус ботанічної пам'ятки природи місцевого значення розпорядженням Київської міської державної адміністрації від 14 жовтня 1997 року № 1628.

## Культурне значення
За народними переказами, з віковим дубом пов'язане ім'я Тараса Шевченка, який кілька разів його відвідував.

## Загрози та охорона
Дуб «Бай-Бай» охороняється як природний об'єкт, але перебуває під загрозою через екологічні чинники та можливу міську забудову.

## Галерея

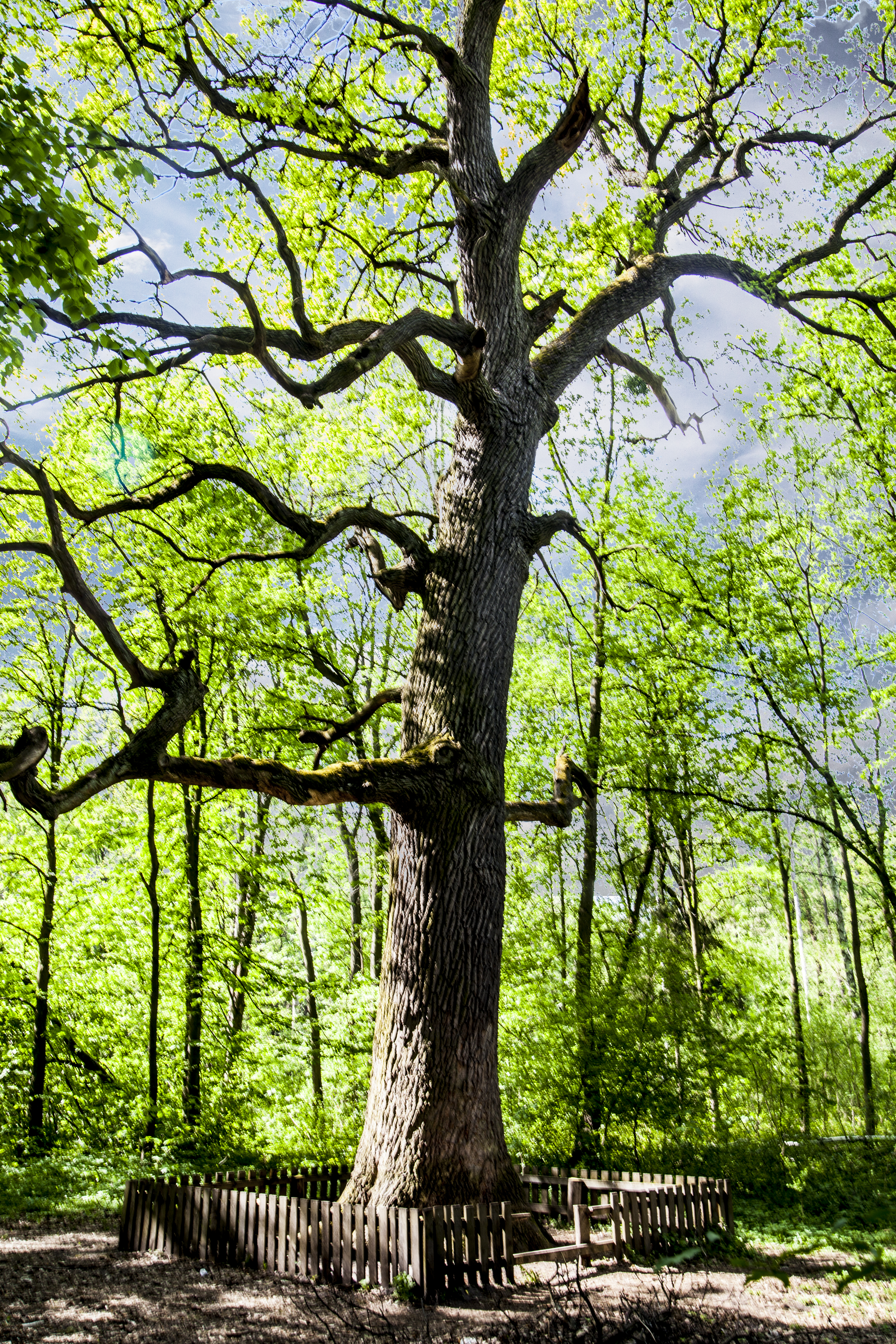
Віковий дуб "Бай-Бай"